# La Chapela de Montmaurelh
La Chapela de Mont Maurelh (en francès La Chapelle-Montmoreau) és un municipi francès situat al departament de la Dordonya i a la regió de la Nova Aquitània.

## Demografia
| 1962                                       | 1968 | 1975 | 1982 | 1990 | 1999 | 2007 |
| ------------------------------------------ | ---- | ---- | ---- | ---- | ---- | ---- |
| 96                                         | 85   | 79   | 88   | 87   | 91   | 76   |
| Des de 1962: població sense dobles comptes |      |      |      |      |      |      |

## Administració
| Període | Identitat    | Partit |
| ------- | ------------ | ------ |
| 1992-   | Alain Peyrou | UMP    |